# The Sims 2
|  | Aquest article tracta sobre jocs d'ordinador. Vegeu-ne altres significats a «The Sims 2 (consoles)». |

Els Sims 2 (The Sims 2 el nom original en anglès), és un joc de simulació de la vida natiu dels ordinadors però que posteriorment ha esdevingut un videojoc per a GameCube, Playstation 2, Xbox, Nintendo DS, Game Boy Advance, Sony PSP. És la seqüela del videojoc The Sims.
Va ser llençat el 16 de setembre del 2004 a Europa amb la versió de 4 CD, posteriorment va sortir una versió en DVD del joc, que incorporava material extra.

## Novetats respecteThe Sims
El joc, com a novetat més important, incorporava un cicle de vida als Sims. A The Sims els Sims només podien tenir tres edats (bebè, nen i adult) i no passaven d'una a l'altra (no creixien), a The Sims 2 els Sims anaven creixent seguin la següent evolució: nadó, infant, nen, adolescent, adult i vell (amb l'expansió The Sims 2: University s'incorporava l'etapa jove-adult). Els Sims naixien, creixien i es morien, amb un cicle vital: les generacions se succeïen. Es va crear un sistema d'ADN virtual, així els Sims fills tenien trets característics dels Sims pares.
Amb les aspiracions quan un Sim es feia adolescent, havia d'escollir una aspiració (entre fortuna, família, romanç, popularitat i coneixement; amb l'expansió The Sims 2: Night Live s'afegia plaer) que l'acompanyaria tota la vida i determinaria els seus desitjos i pors. Aquests desitjos, si es complien sumaven punts al Sim, i les pors en restaven. Amb aquests punts desbloquejaven objectes exclusius.
Es van incloure els dies de la setmana al joc, amb l'expansió The Sims 2: Seasons també les èpoques de l'any. També s'incloïa per defecte la possibilitat de fer sortir de casa al Sim, com a algunes expansions ja feien pel The Sims, i anar a botigues on comprar roba, menjar, etc.

## Apartat tècnic
En relació amb l'apartat gràfic The Sims 2 tenia un acabat gràfic més detallat que la primera part, tant els objectes i el paisatge com els models de Sims, que estaven tots modelats en 3D i permetien un sistema de càmeres lliures (amb zoom i girs).

## Necessitats dels Sims
Entre altres coses, un dels reptes del joc és satisfer les necessitats dels sims. No satisfer aquestes necessitats pot portar conseqüències, des que el sim es negui a realitzar algunes coses, fins a la mort del sim. Les 8 necessitats es visualitzen en la pantalla com barres horitzontals. Quan la necessitat està completament satisfeta, la barra serà de color verd, passant a groc, taronja i finalment vermell quan la necessitat sigui apremiant. Les necessitats són:
- Bufeta: senzillament la necessitat d'anar al lavabo. Si el mesurador d'aquesta necessitat és molt baix, hi haurà un "accident", reduint dràsticament la seva higiene.
- Higiene: aquesta necessitat se satisfà amb una dutxa o un bany. També puja lleugerament rentant-se les mans o els dents. El mesurador d'higiene baixarà molt ràpidament fent exercici.
- Fam: per solucionar un mesurador de gana baix la solució és simplement: menjar. Si el mesurador arriba a zero, el sim morirà de fam (tret dels bebès i infants).
- Oci: poden ajudar moltes activitats a satisfer aquesta necessitat, depenent de la personalitat del sim. Alguns cims gaudeixen més dels exercicis, uns altres de la lectura o videojocs. Existeixen nombrosos objectes destinats a augmentar el mesurador d'oci i millorar l'humor dels sims. Els nens i adolescents perden molta diversió en l'escola o fent els deures.
- Ambient: l'ambient depèn dels objectes decoratius que hi hagi en l'habitació en la que es trobi el sim, de la mida de la cambra, la seva il·luminació... També depèn de l'estat en què es trobi l'habitació. Una cambra amb vaixella bruta, bassals d'aigua o un llit sense fer baixa visiblement el mesurador d'ambient.
- Energia: la forma més efectiva de pujar el mesurador d'energia és dormir. Un sim pot dormir a terra, en una butaca o en un sofà, però la forma més ràpida de recuperar energia és al llit. Com més car sigui, millor. També es pot augmentar lleugerament el mesurador bevent cafè.
- Social: segons la personalitat del sim les seves necessitats socials seran diferents. Alguns sims necessiten més esforç per a mantenir alta aquesta necessitat. La forma més efectiva de fer-ho és compartir activitats amb altres sims o fins i tot mascotes. Aquestes activitats poden anar des de parlar per telèfon o jugar al billar.
- Comoditat: en general per a satisfer aquesta necessitat basta amb tenir un bon llit i cadires. El mesurador baixarà si el sim roman dempeus o realitza certes activitats per un temps prolongat.

## Etapes de la vida
A diferència del joc original, en Els Sims 2 existeixen sis etapes en la vida d'un sim, set amb l'expansió Els Sims 2: Universitaris. Aquestes etapes són: bebè, infant, nen, adolescent, adult i ancià. L'expansió Els Sims 2: Universitaris hi afegeix l'etapa "jove-adult", per aquells sims que vagin a la universitat. Quan un sim és bebè, no podem jugar directament amb ell. En passar a infant, ja podem controlar-lo. Tanmateix necessitarà constantment atenció per part d'un sim més gran. En arribar a l'etapa d'ancià, el Sim viurà un cert nombre de dies, per morir finalment de mort natural. El nombre de dies que viurà un ancià depèn del seu mesurador d'aspiracions en el moment de convertir-se en ancià.

## Aspiracions
Una de les característiques que aporta Els Sims 2 és el mesurador d'aspiracions. Quan un sim es converteix en adolescent, hem d'escollir per a ell o ella una de les següents aspiracions: familiar, coneixements, romàntica, diners, popularitat, de formatge fos (aquesta aspiració apareix quan es tenen Els Sims 2 i Hobbies) i plaer (aquesta última apareix amb l'expansió Els Sims 2: Noctàmbuls).
Cada sim tindrà desigs i pors basats en la seva aspiració, etapa de la vida i altres circumstàncies. Alguns exemples de desitjos, entre els cents que n'existeixen, poden ser com alguna cosa específica, pujar punts d'habilitat, fer amistats, interaccions específiques amb altres sims i moltíssims més. Algunes pors comunes són la mort d'un ésser estimat, foc, incendi, escarabats, perdre el treball o patir rebuig per part d'algú, entre d'altres.
Quan un sim compleix algun dels seus desigs, el mesurador d'aspiracions pujarà, i descendirà si el Sim va realitzant algunes de les seves pors. A més, cada desig suma punts d'aspiracions, que es podran canviar per diferents objectes especials amb els que el Sim pot interaccionar. El resultat d'aquesta interacció dependrà de quant d'alt sigui el mesurador en el moment d'emprar l'objecte. D'aquesta manera, si el mesurador apareix en "or" o "platí", s'obtindrà un resultat favorable. Si està més baix, segurament perjudicarà d'alguna manera el Sim. Si el mesurador baixa al mínim, apareixerà un psiquiatre per a ajudar el Sim a sortir de la seva difícil situació.
Per acabar, cada Sim té un somni de tota la vida que varia segons les seves aspiracions, si un somni es compleix (només el tenen els Sims adults) immediatament gaudirà d'aspiracions de platí durant tota la seva vida, és a dir, que el seu mesurador d'aspiracions es posarà de color platí fins que es mori.

## Personalitat
La personalitat defineix el comportament dels Sims d'innombrables formes. N'hi ha cinc trets de personalitat, els quals els jugadors poden controlar a través de "punts de personalitat"; per exemple, un Sim pot ser esportiu, mandra, o tenir una personalitat a mitges entre els dos comportaments. Aquests trets determinen la rapidesa d'aprenentatge d'habilitats, la rapidesa de disminució d'una necessitat, els tipus d'interaccions en les que un Sim es veurà automàticament involucrat, la probabilitat d'aparèixer certes interaccions i la possibilitat de portar un amic del col·legi o del treball a casa.

## Treball
Els nens i adolescents van al col·legi de dilluns a divendres. La finalització de llurs deures i l'humor amb el que van al col·legi afectarà llurs notes (notes elevades produiran diners i habilitats). Els pares també podran optar per matricular els seus fills en un col·legi privat, per això hauran de convidar el director a sopar a través d'un "minijoc". Saltar-se les classes també contribuirà a baixar les notes. Si les notes són molt baixes, un assistent social s'encarregarà dels fills per sempre.
Un Sim adolescent podrà trobar un treball a mitja jornada. Un Sim adult normalment treballarà entre 6 i 8 hores. Tots dos poden consultar l'ordinador o el periòdic a la recerca de treball. L'ordinador oferirà 5 treballs mentre que el periòdic només n'ofereix 3 treballs per dia. Quan s'escull un treball, el Sim pot ésser ascendit si va al treball de bon humor i té complerts els punts d'habilitats necessaris, a més de tenir els suficients amics i amigues (entre tota la família). Cada carrera conté deu treballs amb un increment de sou en cada ascens, cadascun amb el seu propi uniforme, hores de treball i el seu cotxe compartit. Les carreres per a adolescents consten de tres treballs cadascuna, i reben un sou tres cops més baix que el d'un adult o adulta.
Hi ha diverses opcions a escollir entre atletisme, política, carrera militar, seguretat, medicina, ganduleria, cuina, crim, negocis i ciència. A Universitaris i les Quatre Estacions i Hobbies hi afegeixen noves carreres. Completant una carrera, obsequiarà el Sim amb un objecte exclusiu d'aquesta carrera, tots ells serveixen per incrementar una habilitat característica d'aquesta carrera. Quan un Sim és ancià, té l'opció de jubilar-se i cobrar una pensió diària; aquestes depenen del nivell en el que s'hagi deixat la carrera.

## Mort
El final de l'etapa de cada Sim pot arribar en qualsevol moment, pot ser de moltes maneres. Si un arriba al final de l'etapa més avançada (ancià), aquest morirà per mort natural. Depenent si mor amb aspiracions d'or o platí o no, la Parca vindrà acompanyada per dues "Hula-hula" i portarà el Sim a l'altre món deixant en el seu lloc una làpida (si mor a l'exterior) o una urna (si mor a l'interior) de marbre que són posseïdes pel fantasma del mort. Els Sims poden morir prematurament de diverses maneres, ja per electrocució, excés de llum, per calamarsa, ja per la caiguda d'un satèl·lit sobre ell. Els fantasmes habitaran el solar fins que les urnes desapareguin d'ell o el solar es quedi deshabitat. Aquests espantaran els Sims més aterrats (una forma potencial de mort). El color d'ells varia segons la forma en què hagi mort.
Després de la mort, un Sim no apareix més viu (tot i que es pot ressuscitar). L'encarregada de la mort és la Parca. Els Sims poden ser salvats per una amistat propera a través de súpliques a la Parca (si una amistat era bona, tindrà més possibilitats de ressuscitar). En Universitaris s'afegeix un extra de treball amb la carrera de Paranormal amb la qual es pot ressuscitar Sims morts. També amb el geni de Hobbies es pot ressuscitar un Sim (és una de les opcions), cal tenir en compte que hi ha un petit percentatge de possibilitat que el Sim visqui per sempre, però com un zombi.
Una dada curiosa és que amb la recompensa de planta carnívora, en el treball de biòleg, es pot ocasionar la mort d'altres Sims i àdhuc la pròpia, si la planta devora un altre Sim, si s'esmuny la planta i es beu un amic literalment, tornant-se jove immediatament.

## Expansions
De moment el joc ha tingut 7 expansions oficials:
- The Sims 2: University (Universitaris).
  - Data de sortida a Europa: 10 de març del 2005.
  - Permet que els Sims passin una etapa d'adults-joves, on van a la universitat.

- The Sims 2: Nightlife (Vida Nocturna).
  - Data de sortida a Europa: 15 de setembre del 2005.
  - Afegeix novetats per crear festes, discoteques, tenir cotxes, etc.

- The Sims 2: Open for Business (Obert per negocis).
  - Data de sortida a Europa: 1 de març del 2006.
  - Permet tenir un negoci a casa o bé a un solar comunitari.

- The Sims 2: Pets (Mascotes).
  - Data de sortida a Europa: 19 d'octubre del 2006.
  - Permet crear mascotes per als Sims com gossos i gats.

- The Sims 2: Seasons (Estacions).
  - Data de sortida a Europa: 1 de març del 2007.
  - Incorpora les quatre estacions a més de temps meteorològic.

- The Sims 2: Bon Voyage
  - Data de sortida a Europa: 6 de setembre del 2007.
  - Incorporarà viatges de vacances tropicals, als Alps o a l'Orient.

- The Sims 2: FreeTime (Temps lliure)
  - Data de sortida a Europa: 22 de febrer del 2008.
  - Incorpora noves aficions per als Sims com esports, dansa, treballs manuals...

- The Sims 2: Apartment Life (Vida d'apartament)
  - Data de sortida a Europa: tardor 2008.
  - Permet fer blocs d'apartaments per a viure en comunitat, amb un màxim de quatre famílies per bloc.

## Pacs d'accessoris
- The Sims 2: Holiday Party Pack (no comercialitzat a Espanya): Incorpora 40 objectes al joc relacionats amb el Nadal.
- The Sims 2: Family Fun Stuff
- The Sims 2: Glamour Life Stuff
- The Sims 2: Happy Holiday Stuff
- The Sims 2: Celebration Stuff
- The sims 2: HYM Fashion Stuff
- The Sims 2: Teen Style Stuff
- The Sims 2: Kitchen and Bathroom Interior Design Stuff

També han sortit versions especials de The Sims 2:
- Versió en DVD.
- The Sims 2: Holiday Edition: es tracta de The Sims 2 i The Sims 2: Holiday Party Pack, se'n fa fer una l'any 2005 i una altra el 2006.

## Trucs
Per obrir la consola de trucs premeu Ctrl+Shift+c
- motherlode: Afegeix 50.000$ a la unitat familiar.
- aging off: Atura l'envelliment als Sims de la unitat familiar.
- aging on: Posa en funcionament l'envelliment si abans s'ha aturat.

### Trucs a partir de l'expansió The Sims 2 Nightlife
- maxmotives: Puja les necessitats dels Sims.
- familyfunds Nom de la família Diners: Permet decidir la quantitat de diners que tindrà qualsevol de les famílies, s'ha de canviar Nom de la família pel corresponent i Diners per la quantitat de diners que es vol obtenir.
- unlockcareerrewards: Desbloqueja les recompenses professionals.
- aspirationlevel X: Puja o baixa el mesurador d'aspiracions, X s'ha de substituir per un nombre d'1 al 5 (5 és el valor més alt).
- aspirationpoints X: Augmenta la quantitat de punts de recompensa per aspiracions. Prèviament, s'ha d'haver substituït X per un nombre.

## Pròximes versions i expansions del joc
Està previst que el 2009 es comercialitzi els sims 3 que afegira més realisme al joc més popular per ordinadors.